# Serra de l'Hoste
La Serra de l'Hoste és una serra situada als municipis de Biure i Campmany a la comarca de l'Alt Empordà, amb una elevació màxima de 108,8 metres.